# 霍克里克鎮區 (印地安納州巴塞洛繆縣)
霍克里克鎮區（英語：Haw Creek Township）是位於美國印地安納州巴塞洛繆縣的一個行政鎮區。

## 地方資料
根據2010年美國人口普查的數據，霍克里克鎮區的面積為96.50平方千米，當中陸地面積為96.10平方千米，而水域面積為0.40平方千米。當地共有人口3905人，而人口密度為每平方千米40.47人。